# 星河舞
星河舞（日语：／ Hoshikawa Mai，1972年12月4日—），日本女性配音員。出身於北海道札幌市。Atomic Monkey所屬。身高150cm。A型血。
舊藝名：。

## 簡歷
星河舞畢業於專門學校東京廣播學院。
她曾是電視編劇，以聲優組合「Pi剖析」的成員身分出道，由東京電視台的節目《聲♥遊俱樂部》組成。她是Oha Girl的0號成員。
截至2008年1月，她一直隸屬於東京俳優生活協同組合。

## 人物
- 聲種：女高音[5]。日語方言：北海道方言[2]。
- 莉卡（日语：リカちゃん）的第3代配音員。
- 喜歡天津甘栗。
- 資格、執照：普通汽車執照、普通機車執照[5]。

## 演出
粗體字表示主要角色。

### 電視動畫
年份不詳
- 伊莫莉帝國（旁白）

1995年
- 麵包超人（水玉精靈）

1996年
- 天才寶貝（萌）
- 超人：動畫系列（莎莉塔·菲力克斯）
- 兩小無猜（日语：わんころべえ）

1997年
- CLAMP學園偵探團（女學生 等）
- 忍企鵝真丸（日语：忍ペンまん丸）（雙面猴）
- 名偵探柯南（劇團團員B）

1999年
- 下級生（神山美子）
- 課長王子（繪里子）
- To Heart（松本）

2002年
- 蠟筆小新（莉卡）

2007年
- 人偶動畫莉卡（日语：リカちゃん#アニメ）（莉卡）

2011年
- 元氣!! 江古田（日语：ユルアニ?）（姐姐、躲藏的猛禽、派遣A、女高中生A、舞女C、購物節目的聲音）

### OVA
- 同級生2（1996年，都築梢）
- 出發！哥吉拉島 和哥吉拉一起玩加法（1996年，拉頓）
  - 出發！哥吉拉島 和哥吉拉一起玩減法（1996年，拉頓）
- AIKa（1997年，白黛莫A、黑黛莫A、白黛莫N）
- élf版 下級生 只凝視著你…（1998年，神山美子）

### 網路動畫
- 莉卡與魔法之國（日语：リカちゃんと魔法の国）（2009年，香山莉卡）

### 遊戲
1997年
- AZITO（操作員）
- 下級生（神山美子）[注 2]
- 初戀情人節 （真田春菜）
- PANIC CHAN 驚慌失措（日语：ぱにっくちゃん）（PANIC CHAN）
- 同居情事 ～井上涼子～（日语：ROOMMATE）（中山理惠）
  - 同居情事 ～涼子 in Summer Vacation～（中山理惠）
- 龍機傳承 PLUS（瑪爾·嘉莉、普緹露）

1998年
- AZITO2（梁木美和）
- DEBUT21（日语：誕生 〜Debut〜）（坂井優子）
- 陷阱大師（第谷）
- 初戀情人節 SPECIAL（真田春菜）
- MERRIMENT CARRYNG CARAVAN（日语：メリーメント・キャリング・キャラバン）（科尼·福特）
- 同居情事3 ～涼子，輝煌之風的早晨～（中山理惠）

1999年
- L的季節 ～A piece of memories～（日语：Lの季節 〜A piece of memories〜）（星原百合）
- 後夜祭（日语：後夜祭）（福田由香）

2000年
- 明天戀愛了 ～Prime Beat Planet～（日语：あすは恋して〜 Prime Beat Planet 〜）（河合葉月）
- AZITO3（梁木美和）
- 冒險奇譚II（日语：グランディアII）（米瑞尼亞）

2004年
- michigan（日语：michigan (ビデオゲーム)）（帕梅拉·瑪泰爾、貝琪·旺茲）

2005年
- 喧嘩番長（日语：喧嘩番長）（小野直子、持田奈奈）

2007年
- 喧嘩番長2 全速前進（日语：喧嘩番長2 フルスロットル）（加藤葉子）

2008年
- L的季節2 invisible memories（星原百合）

2016年
- 鋼鐵瓦爾茲 Metal Waltz（MS-1萊莎·蘇比特蘭娜）

### 電影
- Summer Nude（日语：Summer Nude (映画)）（2003年）

### 電視節目
- 東京電視台系列「聲♥遊俱樂部（日语：声・遊倶楽部）」（Pi剖析）
- （的聲音）（1994年）
- 早安攝影棚（日语：おはスタ）（咕嚕咕嚕天氣小子、旁白 等[注 3]，東京電視台）
- Pythagora Switch（日语：ピタゴラスイッチ）（畢塔）
- debuya（日语：Debuya）（旁白，東京電視台）
- Teens TV（日语：ティーンズTV） Go！Go！ Volunteer（旁白，NHK教育）
- 橫濱Bookmark TV（日语：横浜Bookmark TV）（旁白，神奈川電視台）
- Shiru Shiru Mishiru Sunday（日语：シルシルミシルさんデー）（莉卡（日语：リカちゃん）的聲音，朝日電視台）

### 廣播節目
- 山寺宏一的GAP SYSTEM（日语：山寺宏一のGAP SYSTEM）（東海電台）
- 淘氣的鳳梨（日语：青春ラジメニア）（青春Radimenia（日语：青春ラジメニア）內，關西電台）
- →（關西電台）
- （文化放送）

### 廣告
- 莉卡娃娃（日语：リカちゃん）（莉卡）—也負責莉卡的電話語音

### CD
- 青春Radimenia（日语：青春ラジメニア） 感謝"SUMMER"CD特別篇 Part1—2（NEC Avenue（日语：NECアベニュー））
- 青春Radimenia「淘氣的鳳梨」回憶的情書 Part1—3（NEC Avenue）
- 摩斯拉'61（日本古倫美亞）
- 同級生2 回憶迷你劇院（1995年，都築梢）
- CD廣播劇 NaNa（1997年，梢野琴美）
- 初戀情人節（1997年，真田春菜）
- 下級生 Radio Avenue（1998年，神山美子）

## 腳註

## 外部連結
- 東寶音樂 美和的秘密房間，存于 （日語）
- 聲♥遊俱樂部，存于 （日語）
- 星河舞｜Atomic Monkey （日語）